# Прибайкальський район
Прибайка́льський райо́н (рос. Прибайкальский район, бур. Байгал шадарай аймаг) — адміністративна одиниця Республіки Бурятія Російської Федерації.
Адміністративний центр — село Турунтаєво.